# سعید الهاجری
سعید الهاجری (انگلیسی: Saeed Al-Hajri) بازیکن بولینگ اهل قطر است. از افتخارات وی میتوان به کسب مدال نقره و برنز در بازی‌های آسیایی اشاره کرد.